# Campeonato Paranaense 2002
In 2002 werd het 88ste Campeonato Paranaense gespeeld voor voetbalclubs uit de Braziliaanse staat Paraná. De competitie werd gespeeld van 17 februari tot 2 mei en werd georganiseerd door de Federação Paranaense de Futebol.
De topclubs van vorig jaar, Atlético, Coritiba, Paraná en Malutrom speelden dit seizoen in de Copa Sul-Minas 2002 en namen niet deel aan het staatskampioenschap. Iraty werd kampioen.

## Eerste fase
| Plaats | Club                   | Wed. | W  | G | V | Saldo | Ptn. |
| ------ | ---------------------- | ---- | -- | - | - | ----- | ---- |
| 1.     | Iraty                  | 14   | 10 | 2 | 2 | 22:12 | 32   |
| 2.     | Grêmio Maringá         | 14   | 7  | 4 | 3 | 22:11 | 25   |
| 3.     | Londrina               | 14   | 7  | 1 | 6 | 21:22 | 22   |
| 4.     | Prudentópolis          | 14   | 7  | 0 | 7 | 24:23 | 21   |
| 5.     | Rio Branco             | 14   | 4  | 5 | 5 | 14:14 | 17   |
| 6.     | União Bandeirante      | 14   | 4  | 4 | 6 | 20:21 | 16   |
| 7.     | Portuguesa Londrinense | 14   | 3  | 3 | 8 | 20:30 | 12   |
| 8.     | Ponta Grossa           | 14   | 2  | 5 | 7 | 12:22 | 11   |

|  | Kampioen |

## Kampioen
| Campeonato Paranaense de 2002 |
| Paraná                        |
| ----------------------------- |
| IRATY Kampioen (1° titel)     |